# Парфьонов Микола Іванович
Микола Іванович Парфьо́нов (рос. Николай Иванович Парфёнов; 26 липня 1912, с. Сергеєві гори, Владимирська губернія, Російська імперія — 7 січня 1999, Москва, Росія) — радянський і російський актор театру і кіно. Заслужений артист РРФСР (1968).

## Біографічні відомості
Закінчив театральну студію при Театрі ім. Моссовєта (1935), де працював у 1935—1989 рр.
У 1935—1989 рр. — актор Державного академічного театру ім. Моссовєта.
Зіграв яскраві комедійні та характерні ролі (переважно — другого плану та епізодичні) у величезній кількості фільмів, сатиричному кіножурналі «Фитиль», а також — у ряді фільмів українських кіностудій.

## Фільмографія
1. 1944: «Рідні поля» (новий голова)
2. 1946: «Син полку» (Кузьма Горбунов)
3. 1955: «Урок життя» (інженер Вася)
4. 1956: «Це починалось так…» (міліціонер Козлов)
5. 1957: «Комуніст» (комуніст)
6. 1957: «Випадок на шахті вісім» (Фірсов, начальник ділянки)
7. 1959: «Життя пройшло повз» (Петро Рябчіков (Рябой))
8. 1959: «Жорстокість» (Воробйов, старший міліціонер)
9. 1960: «Весняні грози» (Іван Миколайович, майстер)
10. 1961: «Битва в дорозі» (Дем'янов)
11. 1961: «На початку століття» (селянин)
12. 1961: «Пригоди Кроша» (Володимир Георгійович, директор автобази)
13. 1962: «Без страху і докору» (капітан міліції)
14. 1963: «Великий фітиль» (Іван, завідувач базою (Дачурка))
15. 1963: «Перший тролейбус» (вусатий водій; Одеська кіностудія, Кіностудія ім. М. Горького)
16. 1963: «Тиша» (Авер'янов)
17. 1963: «При виконанні службових обов'язків» (Іван Іванович, командир корабля Іл-18 (Москва-Тіксі-Магадан)
18. 1964: «Вірте мені, люди» (начальник колонії)
19. 1964: «Голова» (Клягін, секретар райкому)
20. 1965: «Двадцять років по тому» (міський обиватель)
21. 1965: «Діти Дон Кіхота» (Афанасій Петрович, головбух кінотеатру)
22. 1965: «Тридцять три» (Прохоров)
23. 1965: «Дайте книгу скарг» (Іван Семенович Постніков)
24. 1966: «Очікування» (бухгалтер)
25. 1966: «Бережись автомобіля» (прокурор на судовому засіданні (немає у титрах)
26. 1966: «Чорт із портфелем» (товариш Жагар, керівник промхарчоспілки, відповідальний за вивезення урожаю)
27. 1967: «Зірки і солдати» (підполковник Білої армії)
28. 1968: «Брати Карамазови» (буфетник)
29. 1968: «Крах» (савінковець Порфирій Гнатович)
30. 1968: «Наші знайомі» (Іван Миколайович Сидоров)
31. 1968: «Сім старих та одна дівчина» (Сухов, «старий» — начальник поменше)
32. 1968: «Служили два товариші» (білий офіцер)
33. 1968: «Урок літератури» (завгосп школи Пантелій Іванович)
34. 1969: «Вальс» (Федір Семенович, управдом)
35. 1969: «Вчора, сьогодні і завжди» (ведучий показу мод)
36. 1969: «Останні канікули» (контролер в електричці)
37. 1970: «Троє» (Терентій)
38. 1970: «Кремлівські куранти» (епізод)
39. 1970: «Вас викликає Таймир» (розгніваний чоловік)
40. 1970: «Повернення „Святого Луки“» (Матвій Захарович, слюсар)
41. 1970: «Денискині розповіді» (епізод)
42. 1970: «Красна площа» (начальник політвідділу армії)
43. 1970: «Срібні труби» (Федотов)
44. 1970: «Ті, що зберегли вогонь» (начальник станції)
45. 1971: «Кінець Любавіних» (Єлизар)
46. 1971: «Тіні зникають опівдні» (епізод)
47. 1972: «Без трьох хвилин рівно» (Гордєєв)
48. 1972: «Нерви... Нерви...» (Фітюєв)
49. 1972: «Найостанніший день» (Петрович)
50. 1973: «Дача» (Олександр Васильович)
51. 1973: «Невиправний брехун» (чоловік у парку, що пропонує виручити гроші за знайдений портсигар)
52. 1973: «Нейлон 100 %» (чиновник)
53. 1973: «Ефект Ромашкіна» (працівник меблевого магазину, тезка Ромашкіна; Кіностудія ім. О. Довженка)
54. 1973: «Свій хлопець» (Іван Макарович, директор фабрики)
55. 1974: «Ні слова про футбол» (персонаж сновидіння)
56. 1974: «Високе звання» (начальник патруля)
57. 1974: «Киш і Двапортфеля» (Бузукін Микола Іванович, завідувач лабораторією-віварієм)
58. 1975: «Ау-у!» (житель села Малі Овчини, небайдужий глядач)
59. 1975: «Афоня» (Борис Петрович)
60. 1975: «Алмази для Марії» (гість у Дар'ї)
61. 1975: «Ольга Сергіївна» (Філіпченко)
62. 1976: «Розвага для старичків» (Андрій Андрійович Апраксін)
63. 1977: «Є ідея!» (придворний)
64. 1977: «Катіна служба» (Тимохін)
65. 1977: «За сімейними обставинами» (Трошкін)
66. 1977: «Доброта» (сусід Щукіна)
67. 1977: «Гонки без фінішу» (Іван Євграфович Судаков)
68. 1977: «І це все про нього» (Суворов)
69. 1978: «Живіть в радості» (Волнушкін)
70. 1978: «Останній шанс» (Нефьодов, начальник відділення народної дружини)
71. 1978: «Поки божеволіє мрія» (батько Отвьорткіна)
72. 1978: «Близька далина» (Василь Кузьмич Буланов)
73. 1978: «Здається квартира з дитиною» (сусід знизу)
74. 1979: «Фрак для шибеника» (охоронець в ательє мод)
75. 1979: «Моя Анфіса» (Чечін, начальник БМУ)
76. 1980: «Вечірній лабіринт» (гардеробник)
77. 1980: «Громадянин Льошка» (метрдотель)
78. 1980: «Радощі земні» (епізод)
79. 1980: «Нічна подія» (начальник колони таксопарку)
80. 1980: «Бажаю успіху» (Степан Трохимович, сусід)
81. 1981: «Золоті рибки» (Ложкін)
82. 1981: «На початку століття» (селянин)
83. 1981: «Ми, що нижче підписалися» (провідник)
84. 1982: «Чародії» (начальник потягу; Одеська кіностудія)
85. 1982: «Сльози крапали» (Кузякін)
86. 1982: «Професія — слідчий» (Миронов)
87. 1982: «Інспектор ДАІ» (керівник будівельного тресту Василь Кирилович Пушков)
88. 1983: «Вітя Глушаков — друг апачів» (електромонтер)
89. 1983: «Людина на полустанку» (Скрипник)
90. 1983: «Хабар. З блокнота журналіста В. Цвєткова» (Афанасій Гаврилович Петербурзький, відвідувач Оловяннікової)
91. 1983: «Інспектор Лосєв» (начальник охорони трикотажної фабрики; Кіностудія ім. О. Довженка)
92. 1984: «Жарти у бік» (пасажир поїзда)
93. 1984: «Дуже важлива персона» (Петряков)
94. 1985: «Щиро Ваш…» (Новиков, начальник цеху)
95. 1985: «Золота рибка» (глядач в залі)
96. 1985: «Не ходіть, дівчата, заміж» (Трофимов, голова колгоспу «Вірний шлях»)
97. 1986: «Чичерін» (кухар Федір Опанасович)
98. 1987: «Забави молодих» (сусід)
99. 1987: «Де міститься нофелет?» (Федір Михайлович Голиков, батько Павла)
100. 1988: «Вам що, наша влада не подобається?!» (сторож на кладовищі)
101. 1989: «Князь Удача Андрійович» (Іларіон Петрович Северьянов, кримінальник)
102. 1989: «Закон» (архіваріус)
103. 1990: «Приватний детектив, або Операція „Кооперація“» (тов. Могильний, чиновник)
104. 1990: «Мій чоловік — іншопланетянин» (швейцар в ресторані)
105. 1991: «П'ять викрадених монахів» (відвідувач тиру)
106. 1991: «Щен із сузір'я Гончих Псів» (сусід)
107. 1992: «На Дерибасівській гарна погода, або На Брайтон-Біч знову йдуть дощі» (полковник Петренко)